# Ond
Ond este una dintre cele șapte căpetenii maghiare care, alături de Árpád, au călăuzit triburile ungare spre Panonia.